# インタースペース
株式会社インタースペース（英: Interspace Co., Ltd.）は、東京都新宿区に本社を置き、アフィリエイト事業とメディア・コンテンツ事業を手掛ける日本の企業である。

## 概要
1999年に株式会社インタースペース設立。東京都、大阪府、福岡県、新潟県、インドネシア、タイ、ベトナム、シンガポール、マレーシアに拠点を置く。次のようなメディア・コンテンツ事業を営んでいる。
- パソコンや携帯端末向けの成果報酬型ネット広告サービス「アクセストレード」の運営
- 成果報酬型の検索エンジン最適化事業
- 主婦向けコミュニティサイト「ママスタジアム」の運営
- トレンドに敏感な女性のためのライフスタイル提案メディア「4MEEE」の運営
- 価格比較サイトの運営（撤退）
- 携帯公式サイトの運営（撤退）

## 沿革
- 1999年11月 - 代表取締役社長の河端伸一郎が、京都きもの友禅の創業者である父から1,000万円の出資を受け、東京都新宿区西新宿において株式会社インタースペースを設立[6]
- 2006年9月 - 東京証券取引所マザーズ市場に上場
- 2009年12月 - 株式会社ディー・エヌ・エー、株式会社アドウェイズ、株式会社インタースペース3社共同で「モバイルアフィリエイト協議会」を発足
- 2011年2月 - 株式会社moregamesの株式を取得、子会社化（2015年他社に売却）
- 2011年7月 - 株式会社電脳広告社を設立
- 2012年8月 - 中華人民共和国上海市に現地法人「愛速特（上海）广告有限公司」を設立（2016年12月清算結了）
- 2015年2月 - 株式会社電通、株式会社allfuzと共同で、クーポンサービス「とくぞう」を開発、提供開始[7]（2016年4月28日サービス終了）
- 2015年4月 ‐ ベトナム社会主義共和国ハノイに合弁会社として「INTERSPACE VIETNAM CO.,LTD.」を設立
- 2015年8月 ‐ コンテンツレコメンデーションネットワーク「X-lift（クロスリフト）」のサービス開始（2019年11月サービス終了）
- 2015年10月 ‐ シンガポール共和国シンガポールに現地法人「WITH MOBILE PTE.LTD.」(2019年４月「INTERSPACE DIGITAL SINGAPORE PTE.LTD.」に社名変更）を設立
- 2018年1月 ‐ ４MEEE株式会社（2018年３月23日付でロケットベンチャー株式会社から社名変更）の全株式を取得し、子会社化
- 2018年4月 ‐ ストアフロントアフィリエイト事業を新設分割し、株式会社ストアフロントを設立
- 2018年10月 ‐ 株式会社TAG STUDIOを設立
- 2018年11月 ‐ マレーシアクアラルンプールに現地法人「INTERSPACE DIGITAL MALAYSIA SDN.BHD.」を設立
- 2020年2月 ‐ Yoga専門誌「yoga Journal」の日本版ライセンスを取得
- 2020年4月 ‐ 株式会社ユナイトプロジェクトの全株式を取得し、子会社化
- 2022年4月 - 東証マザーズに上場していたが、東証の市場再編にともない、東証スタンダードに所属を変更した[8]。

## 関連会社（子会社）
- 株式会社ストアフロント
- 4MEEE株式会社
- 株式会社TAG STUDIO
- 株式会社ユナイトプロジェクト
- 株式会社N1テクノロジーズ
- 愛速特（上海）广告有限公司※2016年12月清算結了
- PT.INTERSPACE INDONESIA
- INTERSPACE (THAILAND) CO., LTD.
- INTERSPACE DIGITAL SINGAPORE PTE.LTD.
- INTERSPACE VIETNAM CO., LTD.